# Margaret Gardiner
Margaret Gardiner (Cidade do Cabo, 21 de agosto de 1959) é uma rainha da beleza sul-africana, coroada Miss Universo 1978 no evento realizado em Acapulco, México, em 24 de julho daquele ano. Foi a primeira africana a vencer o concurso.
Por ironia, Margaret, representando a então oficialmente racista África do Sul, que vivia sob o regime do Apartheid, recebeu sua coroa das mãos de Janelle Commissiong, de Trinidad e Tobago, a primeira Miss Universo negra da história, eleita no ano anterior. Este fato levou à sua resposta de que se 'casaria com qualquer homem que amasse', ao ser perguntada pela imprensa se se casaria com um negro africano.
Hoje é casada com Andre Nel, professor de Medicina na Universidade da Califórnia em Los Angeles (UCLA) e trabalha como jornalista de televisão na mesma cidade.